# (4787) Chouljenko
(4787) Chouljenko, internationalement (4787) Shulʹzhenko, est un astéroïde de la ceinture principale.

## Description
(4787) Chouljenko est un astéroïde de la ceinture principale. Il fut découvert le 6 septembre 1986 à Naoutchnyï par Lioudmila Jouravliova. Il présente une orbite caractérisée par un demi-grand axe de 2,26 UA, une excentricité de 0,11 et une inclinaison de 5,0° par rapport à l'écliptique.

## Compléments